# Axel Adolf Piper
Axel Adolf Piper, född 20 april 1778, död 8 mars 1827 i Åbo, var en svensk greve och militär.

## Biografi
Axel Adolf Piper föddes 1778. Han var son till Adolf Ludvig Piper. Han blev 10 april 1786 kornett vid Lätta livdragonregementet, 6 juni 1793 kadett vid Krigsakademien på Karlberg och utexaminerades 17 mars 1797. Han blev 1797 kornett vid Livhusarregementet, 4 augusti 1800 löjtnant och fick 3 juni 1801 tillstånd att ta avsked, men kvarstå som ryttmästare i Svenska armén. Piper var kammarherre. Han avled 1827 i Åbo och begravdes i familjegraven i Ängsö kyrka.

### Familj
Piper gifte sig 11 april 1806 i Stralsund med Magdalena Maria Catharina Augusta Armfelt (1786–1845), dotter till friherren Gustaf Mauritz Armfelt och grevinnan Hedvig Ulrika De la Gardie. De fick tillsammans barnen Hedvig Sofia Piper (1807–1881), Adolf Gustaf Piper (1808–1809), överstekammarjunkaren Axel Piper (1810–1866), Augusta Ulrika Johanna Piper (1811–1865) som var gift med vice häradshövdingen Axel Gustaf August Palmfelt, Eva Maria Charlotta Piper (1813–1895) som var gift med ryttmästaren Gustaf Adolf Fredrik Jennings, majoren Ludvig Magnus Alexander Piper (1818–1895), ministern Carl Edward Wilhelm Piper (1820–1891) och Amalia Magdalena Piper (1822–1855) som var gift med friherren Mauritz Ferdinand von Kothen.